# レバレッジド・バイアウト
レバレッジド・バイアウト（英: Leveraged Buyout、LBO）は借入を用いた（レバレッジド）企業買収（バイアウト）である。

## 概要
LBOとは、主としてプライベート・エクイティ・ファンドなどが、買収先の資産及びキャッシュフロー（キャッシュ・マネジメント）と自身のジャンク債を担保に負債を調達し、買収した企業の資産の売却や事業の改善などを買収後に行うことによってキャッシュフローを増加させることで負債を返済していくM&A手法である。少ない自己資本で、相対的に大きな資本の企業を買収できることから、梃の作用になぞらえて「レバレッジド・バイアウト」と呼ばれる。また、こうしたM&Aに対する金融を「レバレッジド・ファイナンス」と呼ぶ。
株式・債権両市場が行き詰まった1970年代にアメリカで発祥したと言われる。キャッシュ・マネジメントの前提となるマネー・マーケット・ファンドは、この頃中小企業に普及したのである。1980年代にドレクセル・バーナム・ランベールのマイケル・ミルケンが、ジャンク債を発行する企業とそれを買う投信会社の参加・離脱に年中無休で便宜を図り、ドレクセルが買収対象となる企業の株式を予め仕入れて利益を貪った。このドレクセル自身もアグレッシブにレバレッジド・バイアウトをくり返した。

## 事例
1962年に、米国バージニア州リッチモンドのアルベマール・ペーパー・マニュファクチャリング・カンパニーが2億米ドルを調達しエチルコーポレーションを買収した。エチルコーポレーションはアルベマールの13倍の規模だった。この取引は当時過去最大のLBOだった。この製紙会社は2004年にアクゾ・ノーベルの触媒産業部門を買収した。
1988年、ドレクセルと密接なファンドのコールバーグ・クラビス・ロバーツが記録を塗り替えた。KKRが総額300億ドル超、負債の調達比率8割でRJRナビスコを買収したのである。
日本では、ソフトバンクによるボーダフォン日本法人（現・ソフトバンク）の買収が過去最大で、買収総額1兆7千億円のうち半分強に当たる1兆円をLBOにより調達した。この他にも総額2000億円以上の、リップルウッドによる日本テレコム（現ソフトバンク）の買収、カーライルによるDDIポケット（現ソフトバンク）の買収などがあげられる。
他にも中堅電気機器メーカー・川﨑電気（現かわでん）がソフトバンク・インベストメント（現SBIホールディングス）傘下にあるファンドの支援を受けたときも、この手法を採用した。

## フィクションにおける事例
映画「プリティ・ウーマン(90米)」では、リチャード・ギア演じる実業家が、造船会社を買収して買収先の資産を売却して利益を得ようと、LBOを仕掛けている。上演された1990年までには、LBO が労組と労働者の生活をぶち壊すものとして社会問題化していた。
同じく映画「摩天楼はバラ色に(87米)」では、冒頭でマイケル・J・フォックス演じる主人公が就職したニューヨークの企業がLBOを仕掛けられ、出社1日目で解雇されてしまうところから物語が始まる。